# Coupe du monde de biathlon 1994-1995
Navigation
Édition précédente Édition suivante
La 18e édition de la Coupe du monde de biathlon débute le 8 décembre 1994 à Bad Gastein et se conclut le 19 mars 1995 à Lillehammer. Les Championnats du monde (comptant également pour la Coupe du monde) ont lieu à Antholz Anterselva (Italie). Le Norvégien Jon Åge Tyldum remporte le classement général devant Patrick Favre, alors qu'Anne Briand remporte le globe de cristal devant Svetlana Paramyguina.

## Classements

### Classements généraux
| Rang | Nom                   | Points | Victoire(s) |
| ---- | --------------------- | ------ | ----------- |
| 1    | Jon Åge Tyldum        | 195    | 1           |
| 2    | Patrick Favre         | 193    | 1           |
| 3    | Wilfried Pallhuber    | 178    | 1           |
| 4    | Ole Einar Bjørndalen  | 178    |             |
| 5    | Oleg Ryjenkov         | 169    | 2           |
| 6    | Eduard Riabov         | 148    |             |
| 7    | Patrice Bailly-Salins | 142    | 2           |
| 8    | Ricco Groß            | 130    |             |
| 9    | Vladimir Dratchev     | 129    | 1           |
| 10   | Frank Luck            | 129    |             |

| Rang | Nom                     | Points | Victoire(s) |
| ---- | ----------------------- | ------ | ----------- |
| 1    | Anne Briand             | 241    | 3           |
| 2    | Svetlana Paramyguina    | 232    | 3           |
| 3    | Uschi Disl              | 220    | 1           |
| 4    | Corinne Niogret         | 208    | 1           |
| 5    | Magdalena Forsberg      | 178    | 1           |
| 6    | Nadejda Talanova        | 172    |             |
| 7    | Florence Baverel-Robert | 167    |             |
| 8    | Andreja Koblar          | 167    |             |
| 9    | Mari Lampinen           | 155    |             |
| 10   | Petra Behle             | 153    | 1           |

### Classement par discipline

#### Individuel
| Rang | Nom                | Points |
| ---- | ------------------ | ------ |
| 1    | Patrick Favre      | 105    |
| 2    | Wilfried Pallhuber | 103    |
| 3    | Jon Åge Tyldum     | 100    |
| 4    | Tomasz Sikora      | 99     |
| 5    | Eduard Riabov      | 85     |

| Rang | Nom                     | Points |
| ---- | ----------------------- | ------ |
| 1    | Svetlana Paramyguina    | 128    |
| 2    | Uschi Disl              | 114    |
| 3    | Anne Briand             | 111    |
| 4    | Corinne Niogret         | 103    |
| 5    | Florence Baverel-Robert | 92     |

#### Sprint
| Rang | Nom                  | Points |
| ---- | -------------------- | ------ |
| 1    | Ole Einar Bjørndalen | 115    |
| 2    | Oleg Ryjenkov        | 105    |
| 3    | Pavel Mouslimov      | 96     |
| 4    | Jon Åge Tyldum       | 95     |
| 5    | Patrick Favre        | 88     |

| Rang | Nom                    | Points |
| ---- | ---------------------- | ------ |
| 1    | Anne Briand            | 130    |
| 2    | Uschi Disl             | 106    |
| 3    | Svetlana Paramyguina   | 105    |
| 4    | Corinne Niogret        | 105    |
| 5    | Hildegunn Mikkelsplass | 95     |

#### Relais
| Rang | Nation    | Points |
| ---- | --------- | ------ |
| 1    | Russie    | 112    |
| 2    | Allemagne | 108    |
| 3    | Norvège   | 101    |
| 4    | France    | 99     |
| 5    | Italie    | 95     |

| Rang | Nation    | Points |
| ---- | --------- | ------ |
| 1    | Allemagne | 116    |
| 2    | France    | 110    |
| 3    | Norvège   | 106    |
| 4    | Russie    | 92     |
| 5    | Pologne   | 82     |

## Calendrier et podiums

### Femmes
| 1. Bad Gastein (8 décembre 1994 - 11 décembre 1994) |                     |                                                                               |                                                                                     |                                                                                 |
| Date                                                | Épreuve             | Vainqueur                                                                     | Seconde                                                                             | Troisième                                                                       |
| 8/12/1994                                           | Individuel (15 km)  | Anne Briand                                                                   | Simone Greiner-Petter-Memm                                                          | Svetlana Paramyguina                                                            |
| 10/12/1994                                          | Sprint (7,5 km)     | Hildegunn Mikkelsplass                                                        | Elin Kristiansen                                                                    | Irina Mileschina                                                                |
| 11/12/1994                                          | Relais (4 × 7,5 km) | France- Corinne Niogret - Véronique Claudel - Emmanuelle Claret - Anne Briand | Norvège- Hildegunn Mikkelsplass - Åse Idland - Annette Sikveland - Elin Kristiansen | Allemagne- Uschi Disl - Antje Harvey - Simone Greiner-Petter-Memm - Petra Behle |

| 2. Pokljuka → Bad Gastein (15 décembre 1994 - 18 décembre 1994) |                     |                                                                                     |                                                                                 |                                                                               |
| Date                                                            | Épreuve             | Vainqueur                                                                           | Seconde                                                                         | Troisième                                                                     |
| 15/12/1994                                                      | Individuel (15 km)  | Petra Behle                                                                         | Anne Briand                                                                     | Valentina Tserbe-Nessina                                                      |
| 16/12/1994                                                      | Sprint (7,5 km)     | Simone Greiner-Petter-Memm                                                          | Antje Harvey                                                                    | Uschi Disl                                                                    |
| 18/12/1994                                                      | Relais (4 × 7,5 km) | Norvège- Åse Idland - Annette Sikveland - Hildegunn Mikkelsplass - Elin Kristiansen | Allemagne- Antje Harvey - Uschi Disl - Simone Greiner-Petter-Memm - Petra Behle | France- Corinne Niogret - Véronique Claudel - Emmanuelle Claret - Anne Briand |

| 3. Oberhof (19 janvier 1995 - 22 janvier 1995) |                    |                                                                                     |                                                                                          |                                                                           |
| Date                                           | Épreuve            | Vainqueur                                                                           | Seconde                                                                                  | Troisième                                                                 |
| 19/01/1995                                     | Individuel (15 km) | Uschi Disl                                                                          | Simone Greiner-Petter-Memm                                                               | Iva Karagiozova                                                           |
| 21/01/1995                                     | Sprint (7,5 km)    | Anne Briand                                                                         | Nadejda Talanova                                                                         | Mari Lampinen                                                             |
| 22/01/1995                                     | Équipe (7,5 km)    | France- Florence Baverel-Robert - Emmanuelle Claret - Corinne Niogret - Anne Briand | Ukraine- Olena Petrova - Nadiya Billova - Valentina Tserbe-Nessina - Tetyana Vodopyanova | Tchéquie- Renata Novotna - Jiřina Rázlová - Petra Červenková - Eva Háková |

| 4. Ruhpolding (26 janvier 1995 - 29 janvier 1995) |                     |                                                                                 |                                                                                      |                                                                                     |
| Date                                              | Épreuve             | Vainqueur                                                                       | Seconde                                                                              | Troisième                                                                           |
| 26/01/1995                                        | Individuel (15 km)  | Svetlana Paramyguina                                                            | Florence Baverel-Robert                                                              | Nathalie Santer                                                                     |
| 28/01/1995                                        | Sprint (7,5 km)     | Magdalena Forsberg                                                              | Florence Baverel-Robert                                                              | Nadejda Talanova                                                                    |
| 29/01/1995                                        | Relais (4 × 7,5 km) | Allemagne- Uschi Disl - Antje Harvey - Simone Greiner-Petter-Memm - Petra Behle | Russie- Nadejda Talanova - Svetlana Petcherskaia - Galina Koukleva - Anfisa Reztsova | France- Corinne Niogret - Emmanuelle Claret - Florence Baverel-Robert - Anne Briand |

|                                                                                     |                     |                                                                                              |                                                                                     | |
| Championnats du monde 1995 à Antholz Anterselva (14 février 1995 - 19 février 1995) |                     |                                                                                              |                                                                                     | |
| Date                                                                                | Épreuve             | Vainqueur                                                                                    | Seconde                                                                             | Troisième                                                                                          |
| 14/2/1995                                                                           | Équipe (7,5 km)     | Norvège- Elin Kristiansen - Annette Sikveland - Gunn Margit Andreassen - Ann-Elen Skjelbreid | Allemagne- Kathi Schwaab - Simone Greiner-Petter-Memm - Uschi Disl - Petra Behle    | France- Emmanuelle Claret - Véronique Claudel - Anne Briand - Corinne Niogret                      |
| 16/2/1995                                                                           | Individuel (15 km)  | Corinne Niogret                                                                              | Uschi Disl                                                                          | Ekaterina Dafovska                                                                                 |
| 18/2/1995                                                                           | Sprint (7,5 km)     | Anne Briand                                                                                  | Uschi Disl                                                                          | Corinne Niogret                                                                                    |
| 19/2/1995                                                                           | Relais (4 × 7,5 km) | Allemagne- Uschi Disl - Antje Harvey - Simone Greiner-Petter-Memm - Petra Behle              | France- Corinne Niogret - Véronique Claudel - Florence Baverel-Robert - Anne Briand | Norvège- Ann-Elen Skjelbreid - Hildegunn Mikkelsplass - Annette Sikveland - Gunn Margit Andreassen |
|                                                                                     |                     |                                                                                              |                                                                                     | |

| 5. Lahti (9 mars 1995 - 12 mars 1995) |                     |                                                                                 |                                                                                             |                                                                             |
| Date                                  | Épreuve             | Vainqueur                                                                       | Seconde                                                                                     | Troisième                                                                   |
| 9/03/1995                             | Individuel (15 km)  | Martina Halinárová                                                              | Andreja Koblar                                                                              | Corinne Niogret                                                             |
| 11/03/1995                            | Sprint (7,5 km)     | Svetlana Paramyguina                                                            | Galina Koukleva                                                                             | Emmanuelle Claret                                                           |
| 12/03/1995                            | Relais (4 × 7,5 km) | Allemagne- Uschi Disl - Antje Harvey - Simone Greiner-Petter-Memm - Petra Behle | Norvège- Ann-Elen Skjelbreid - Liv Grete Poirée - Hildegunn Mikkelsplass - Elin Kristiansen | Russie- Olga Melnik - Nadejda Talanova - Irina Mileschina - Galina Koukleva |

| 6. Lillehammer (16 mars 1995 - 19 mars 1995) |                     |                                                                                 |                                                                                     |                                                                                        |
| Date                                         | Épreuve             | Vainqueur                                                                       | Seconde                                                                             | Troisième                                                                              |
| 16/03/1995                                   | Individuel (15 km)  | Svetlana Paramyguina                                                            | Nadejda Talanova                                                                    | Galina Koukleva                                                                        |
| 18/03/1995                                   | Sprint (7,5 km)     | Galina Koukleva                                                                 | Anne Briand                                                                         | Emmanuelle Claret                                                                      |
| 19/03/1995                                   | Relais (4 × 7,5 km) | Allemagne- Uschi Disl - Antje Harvey - Simone Greiner-Petter-Memm - Petra Behle | France- Florence Baverel-Robert - Emmanuelle Claret - Anne Briand - Corinne Niogret | Norvège- Ann-Elen Skjelbreid - Liv Grete Poirée - Annette Sikveland - Elin Kristiansen |

### Hommes
| 1. Bad Gastein (8 décembre 1994 - 11 décembre 1994) |                     |                                                                               |                                                                                    |                                                                             |
| Date                                                | Épreuve             | Vainqueur                                                                     | Second                                                                             | Troisième                                                                   |
| 8/12/1994                                           | Individuel (20 km)  | Vladimir Dratchev                                                             | Tomasz Sikora                                                                      | Dmitri Pantov                                                               |
| 10/12/1994                                          | Sprint (10 km)      | Jon Åge Tyldum                                                                | Ole Einar Bjørndalen                                                               | Alexei Kobelev                                                              |
| 11/12/1994                                          | Relais (4 × 7,5 km) | Russie- Viktor Maïgourov - Vladimir Dratchev - Eduard Riabov - Alexei Kobelev | Italie- René Cattarinussi - Andreas Zingerle - Pieralberto Carrara - Patrick Favre | Norvège- Frode Andresen - Halvard Hanevold - Ivar Ulekleiv - Jon Åge Tyldum |

| 2. Pokljuka → Bad Gastein (15 décembre 1994 - 18 décembre 1994) |                     |                                                                                 |                                                                                      |                                                                  |
| Date                                                            | Épreuve             | Vainqueur                                                                       | Seconde                                                                              | Troisième                                                        |
| 15/12/1994                                                      | Individuel (20 km)  | Patrick Favre                                                                   | Vadim Sachourine                                                                     | Jaakko Niemi                                                     |
| 16/12/1994                                                      | Sprint (10 km)      | Sylfest Glimsdal                                                                | Oleg Ryjenkov                                                                        | Frank Luck                                                       |
| 18/12/1994                                                      | Relais (4 × 7,5 km) | Russie- Pavel Mouslimov - Vladimir Dratchev - Valeriy Kirienko - Alexei Kobelev | Norvège- Ole Einar Bjørndalen - Halvard Hanevold - Sylfest Glimsdal - Jon Åge Tyldum | Allemagne- Ricco Groß - Peter Sendel - Frank Luck - Sven Fischer |

| 3. Oberhof (19 janvier 1995 - 22 janvier 1995) |                    |                                                                     |                                                                                            |                                                                          |
| Date                                           | Épreuve            | Vainqueur                                                           | Second                                                                                     | Troisième                                                                |
| 19/01/1995                                     | Individuel (20 km) | Wilfried Pallhuber                                                  | Patrice Bailly-Salins                                                                      | Eduard Riabov                                                            |
| 21/01/1995                                     | Sprint (10 km)     | Alexei Kobelev                                                      | Ricco Groß                                                                                 | Ole Einar Bjørndalen                                                     |
| 22/01/1995                                     | Équipe (10 km)     | Allemagne- Ricco Groß - Carsten Heymann - Frank Luck - Sven Fischer | Autriche- Wolfgang Perner - Anton Lengauer-Stockner - Ludwig Gredler - Hannes Obererlacher | Suède- Per Brandt - Anders Mannelquist - Fredrik Kuoppa - Jonas Eriksson |

| 4. Ruhpolding (26 janvier 1995 - 29 janvier 1995) |                     |                                                                  |                                                                                      |                                                                                    |
| Date                                              | Épreuve             | Vainqueur                                                        | Seconde                                                                              | Troisième                                                                          |
| 26/01/1995                                        | Individuel (20 km)  | Patrice Bailly-Salins                                            | Fredrik Kuoppa                                                                       | Ricco Groß                                                                         |
| 28/01/1995                                        | Sprint (10 km)      | Oleg Ryjenkov                                                    | Ludwig Gredler                                                                       | Patrick Favre                                                                      |
| 29/01/1995                                        | Relais (4 × 7,5 km) | Allemagne- Ricco Groß - Peter Sendel - Frank Luck - Sven Fischer | Italie- René Cattarinussi - Wilfried Pallhuber - Patrick Favre - Pieralberto Carrara | Autriche- Hannes Obererlacher - Wolfgang Perner - Reinhard Neuner - Ludwig Gredler |

|                                                                                     |                     |                                                                              |                                                                                   |                                                                                    |
| Championnats du monde 1995 à Antholz Anterselva (14 février 1995 - 19 février 1995) |                     |                                                                              |                                                                                   |                                                                                    |
| Date                                                                                | Épreuve             | Vainqueur                                                                    | Seconde                                                                           | Troisième                                                                          |
| 14/2/1995                                                                           | Équipe (10 km)      | Norvège- Frode Andresen - Dag Bjørndalen - Halvard Hanevold - Jon Åge Tyldum | Tchéquie- Petr Garabík - Roman Dostál - Jiří Holubec - Iván Masařík               | France- Thierry Dusserre - Franck Perrot - Lionel Laurent - Stéphane Bouthiaux     |
| 16/2/1995                                                                           | Individuel (20 km)  | Tomasz Sikora                                                                | Jon Åge Tyldum                                                                    | Oleg Ryjenkov                                                                      |
| 18/2/1995                                                                           | Sprint (10 km)      | Patrice Bailly-Salins                                                        | Viktor Maïgourov                                                                  | Ricco Groß                                                                         |
| 19/2/1995                                                                           | Relais (4 × 7,5 km) | Allemagne- Ricco Groß - Mark Kirchner - Frank Luck - Sven Fischer            | France- Lionel Laurent - Patrice Bailly-Salins - Thierry Dusserre - Hervé Flandin | Biélorussie- Igor Khokhriakov - Alexandre Popov - Oleg Ryjenkov - Vadim Sachourine |
|                                                                                     |                     |                                                                              |                                                                                   |                                                                                    |

| 5. Lahti (9 mars 1995 - 12 mars 1995) |                     |                                                                               |                                                                                  |                                                                              |
| Date                                  | Épreuve             | Vainqueur                                                                     | Second                                                                           | Troisième                                                                    |
| 9/03/1995                             | Individuel (20 km)  | Ludwig Gredler                                                                | Hervé Flandin                                                                    | Wilfried Pallhuber                                                           |
| 11/03/1995                            | Sprint (10 km)      | Oleg Ryjenkov                                                                 | Sven Fischer                                                                     | Matjaž Poklukar                                                              |
| 12/03/1995                            | Relais (4 × 7,5 km) | Russie- Viktor Maïgourov - Vladimir Dratchev - Eduard Riabov - Alexei Kobelev | France- Franck Perrot - Patrice Bailly-Salins - Thierry Dusserre - Hervé Flandin | Finlande- Vesa Hietalahti - Ville Räikkönen - Harri Eloranta - Erkki Latvala |

| 6. Lillehammer (16 mars 1995 - 19 mars 1995) |                     |                                                                                     |                                                                                   |                                                                           |
| Date                                         | Épreuve             | Vainqueur                                                                           | Seconde                                                                           | Troisième                                                                 |
| 16/03/1995                                   | Individuel (20 km)  | Vesa Hietalahti                                                                     | Ludwig Gredler                                                                    | Peter Sendel                                                              |
| 18/03/1995                                   | Sprint (10 km)      | Viktor Maïgourov                                                                    | Johann Passler                                                                    | Ole Einar Bjørndalen                                                      |
| 19/03/1995                                   | Relais (4 × 7,5 km) | Norvège- Ole Einar Bjørndalen - Jon Åge Tyldum - Frode Andresen - Kjell Ove Oftedal | France- Raphaël Poirée - Patrice Bailly-Salins - Thierry Dusserre - Hervé Flandin | Allemagne- Peter Sendel - Jens Steinigen - Carsten Heymann - Sven Fischer |